# Corno Giovine
Corno Giovine (Corn Giun o 'l Corn, ossia "il Corno" in dialetto lodigiano) è un comune italiano di 1 147 abitanti della provincia di Lodi in Lombardia.

## Origini del nome
Il nome antico deriva dal latino cornu, ossia "ansa", in riferimento al corso del Po.

## Storia
Come Cornovecchio e Santo Stefano al Corno, anche Corno Giovine prende origine dal nuovo insediamento degli abitanti di Villafranca, antica località posta sull'ansa del Po e distrutta dalle frequenti alluvioni.
Divenne nel XII secolo proprietà della chiesa di Milano. Passò poi nelle mani di importanti famiglie lombarde; insieme a Basiasco, Meleti, Cornovecchio, Pizzighettone Maleo e Maccastorna costituì il territorio su cui la famiglia Vincemala (Vismara) esercitò il Mero e Misto Impero. 

Dopo le lotte tra Milano e Cremona (XIII secolo) che la danneggiarono più volte divenne possesso dei Visconti, che la donarono a Guglielmo Bevilacqua con Maccastorna ed altre terre.
In età napoleonica (1809-16) al comune di Corno Giovine furono aggregati i comuni di Corno Vecchio e Lardera, ridivenuti autonomi con la costituzione del regno Lombardo-Veneto.
Nel 1869 al comune di Corno Giovine fu aggregato il comune di Mezzano Passone.

### Simboli
Lo stemma è stato riconosciuto con decreto del capo del governo del 31 gennaio 1929.
Il corno è un'arma parlante riferita al toponimo, ed il fiocco, tipico simbolo di "nascita", allude al determinante "Giovine" del nome del comune.
Il gonfalone, concesso con DPR dell'8 luglio 1978, è un drappo partito di azzurro e di bianco.

## Monumenti e luoghi d'interesse
Da segnalare la cinquecentesca parrocchiale di San Biagio, la quattrocentesca chiesa di San Rocco, la vecchia fornace, nonché il settecentesco palazzo Pedrazzini, rinnovato nelle strutture e ora di proprietà comunale.

## Società

### Evoluzione demografica
Abitanti censiti

### Etnie e minoranze straniere
Al 31 dicembre 2008 gli stranieri residenti nel comune di Corno Giovine in totale sono 110, pari al 9,23% della popolazione. Tra le nazionalità più rappresentate troviamo:
| Paese   | Popolazione (2008) |
| ------- | ------------------ |
| Marocco | 51                 |
| Albania | 11                 |

## Geografia antropica
Secondo lo statuto comunale, il territorio comunale comprende il capoluogo e le località di Belgrado, Bianca Vidore, Buon Pensiero, Campagna, Campagnetta, Ca' Rossa, Castelletto, Colombarone, Cooperativa Vecchio Po, Fornaci, Inomata, Mezzano Nuovo, Mezzano Passone di Sotto, Mezzano Squadre, Mezzano Vecchio, Mulino di Sopra, Quartierone, San Rocco, Temesvar e Verani.
Secondo l'ISTAT, il territorio comunale comprende il centro abitato di Corno Giovine e le località di Mezzano Passone di Sopra e Mezzano Passone di Sotto.

## Economia
L'economia locale si basa in prevalenza sull'agricoltura, con aziende per lo più a conduzione diretta: si coltivano cereali e foraggi e si allevano bovini da carne e da latte.
L'industria e l'artigianato sono presenti con alcune imprese medio-piccole nei settori tessile e meccanico, che lavorano per lo più per enti pubblici.
Non tutta la forza lavoro è occupata localmente: l'eccedenza si rivolge soprattutto verso Piacenza, Codogno e Milano.

## Amministrazione
Segue un elenco delle amministrazioni locali.
| Periodo | Periodo   | Primo cittadino    | Partito                                   | Carica                  | Note |
| ------- | --------- | ------------------ | ----------------------------------------- | ----------------------- | ---- |
| 1945    |           | Carlo Anelli       |                                           | Sindaco                 |      |
| 1945    |           | Lorenzo Rubinetti  |                                           | Sindaco                 |      |
| 1946    | 1947      | Isidoro Gruppi     |                                           | Sindaco                 |      |
| 1947    | 1956      | Aldo Campagnoli    |                                           | Sindaco                 |      |
| 1956    | 1960      | Renzo Raffaglio    |                                           | Sindaco                 |      |
| 1960    | 1970      | Giancarlo Rho      |                                           | Sindaco                 |      |
| 1970    | 1975      | Alda Quintini      |                                           | Sindaco                 |      |
| 1975    | 1999      | Umberto Migliorini | Democrazia Cristiana                      | Sindaco                 |      |
| 1999    | 2003      | Amedeo Lucchini    |                                           | Sindaco                 |      |
| 2003    | 2004      | Antonella Pagano   |                                           | Commissario prefettizio |      |
| 2004    | 2014      | Paolo Belloni      | lista civica                              | Sindaco                 |      |
| 2014    | 2019      | Pietro Bernocchi   | lista civica                              | Sindaco                 |      |
| 2019    | in carica | Gianpiero Tansini  | lista civica Impegno comune Corno Giovine | Sindaco                 |      |

## Galleria d'immagini

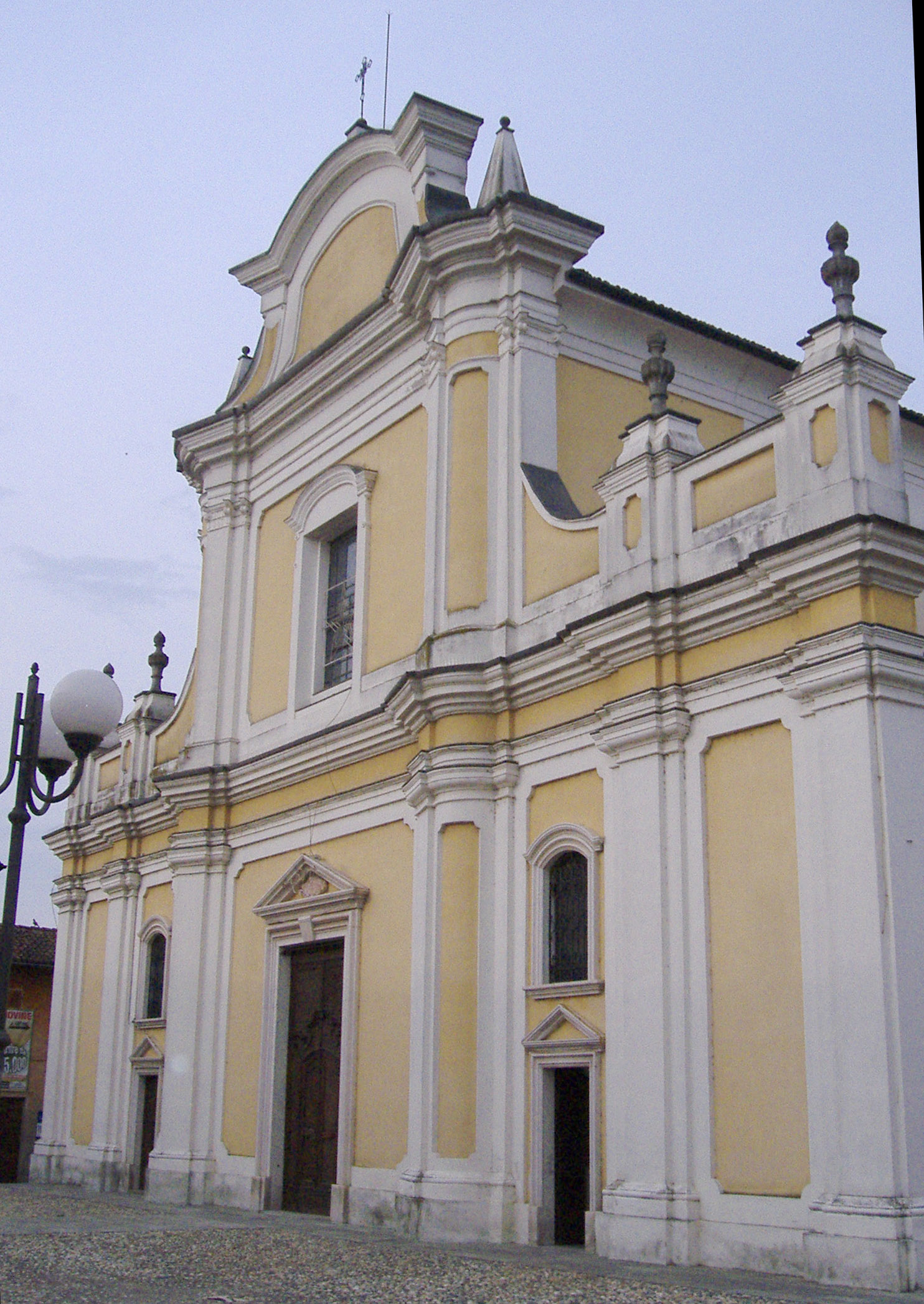
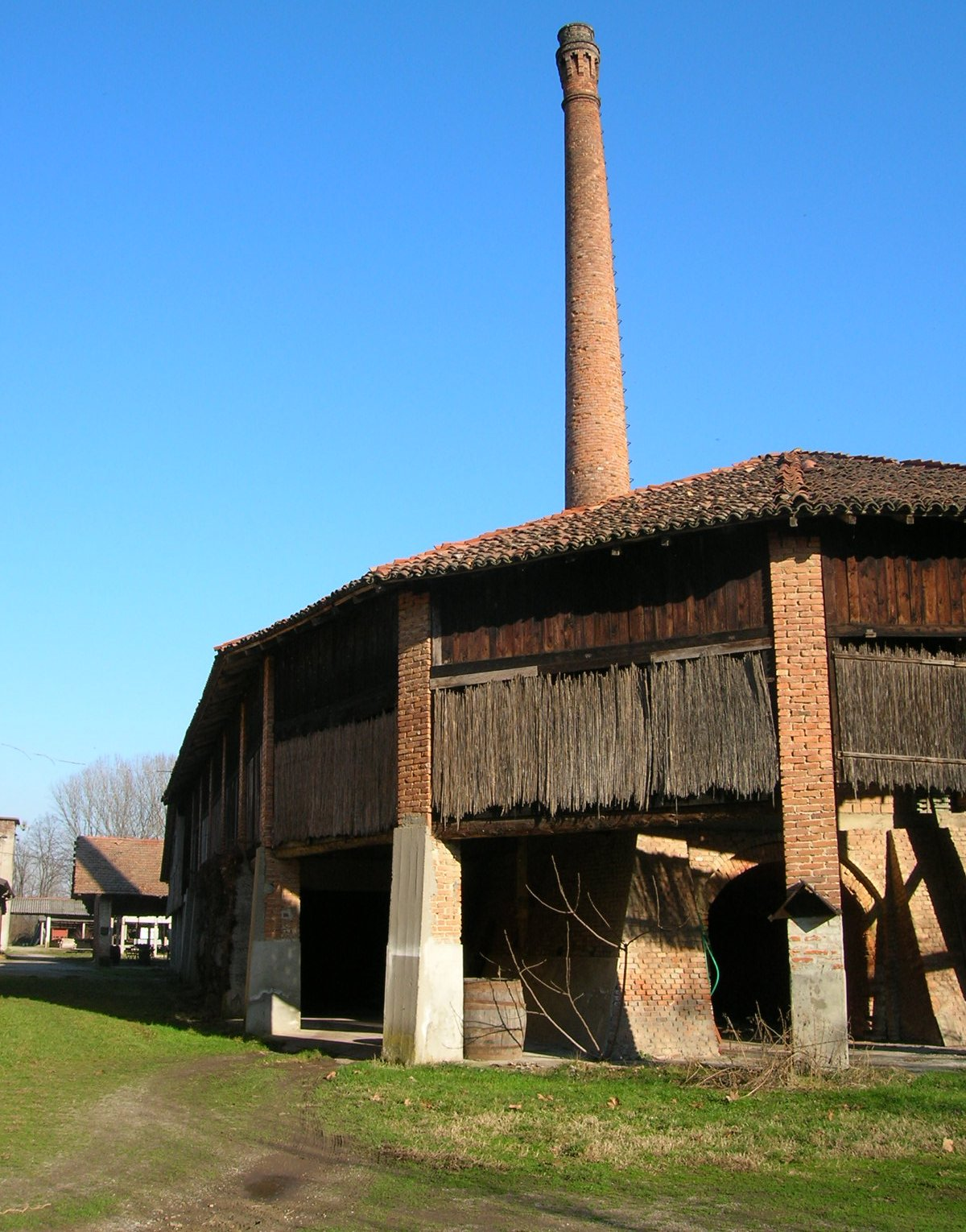